# Орлеан (Алтайский край)
Орлеан — село в Благовещенском районе Алтайского края. Административный центр Орлеанского сельсовета.

## География и климат
Село находится в пределах Кулундинской равнины. Расположено в 300 км к западу от Барнаула близ Кулундинского и Кучукского озёр.
Рельеф в окружностях села равнинный. Имеются запасы глины, гравия, песка, мирабилита. Орлеан связан с Барнаулом, другими городами и районами автомобильной дорогой.
Расстояние до:
районного центра Благовещенка: 25 км.
краевого центр: Барнаул 291 км.
Ближайшие села:
Яготино 7 км, Байгамут (Тогузол) 8 км, Ананьевка 12 км, Екатериновка 13 км, Тельманский 13 км, Разумовка 16 км, Елизаветград 18 км, Сергеевка 19 км.
Климат
Резко континентальный. Средняя температура января −18,2 °C, июля — +19,8 °C. Среднегодовое количество атмосферных осадков — 300—310 мм.

## История
Основано в 1909 году. В 1928 г. село Орлеан состояло из 208 хозяйств.
Село основано в 1908 году переселенцами из Рыльского уезда Курской губернии и Прилуцкого уезда Полтавской губернии на землях переселенческого участка «Тройное» (был предназначен для заселения трех поселков) Барнаульского уезда Томской губернии. Отсюда первоначальное наименование — село Тройное.
Когда деревню стали регистрировать, переселенческое управление предложило изменить название. Деревенская сходка оказалась изобретательной — поселение получило имя Орлеан. Вначале оно существовало с пояснением: Орлеан (Тройное). Пояснение со временем отпало, осталось село Орлеан. В 1909—1911 годах сюда заселились выходцы из Южных российских губерний: Таврической, Екатеринославской, Черниговской, Ставропольской и Херсонской.
Деревня получила статус села и стала центром Орлеанского сельсовета Благовещенского района Славгородского округа Сибирского края. Переселенцы занимались зерноводством, жители держали скот, выращивали, в основном, пшеницу.

## Население
| 1997 | 1998 | 1999 | 2000 | 2001 | 2002 |
| ---- | ---- | ---- | ---- | ---- | ---- |
| 527  | ↘510 | ↗543 | ↘526 | ↘507 | ↘505 |
| 2003 | 2004 | 2005 | 2006 | 2007 | 2008 |
| ↗512 | ↘507 | ↗522 | ↗533 | ↘527 | ↘515 |
| 2009 | 2010 | 2011 | 2012 | 2013 |      |
| ↘506 | ↗527 | →527 | ↗529 | ↘525 |      |

## Инфраструктура
В селе занимаются сельским хозяйством, работают фермеры, сельскохозяйственное предприятие СППК «Орлеанский» (растениеводство и животноводство), развита торговая сеть, есть библиотека, Дом культуры, школа, фельдшерско-акушерский пункт.
В 2017 году завершился капитальный ремонт Дома культуры, фельдшерско-акушерского пункта и школьной столовой. Все объекты сельской инфраструктуры располагаются под одной крышей, поэтому ремонт сделали сразу во всех помещениях.
Работает Алтайский радиотелецентр РТРС, есть цифровое телевидение и интернет.
Деревянный храм Николая Чудотворца был построен в первые годы возникновения деревни Тройной. Во время гражданской войны он сгорел. В начале 2010-х годов в Орлеане была построена новая церковь.

## Интересные факты
Село получило известность после того, как послужило источником названия для романа писателя и сценариста Ю. Арабова «Орлеан» и одноимённого фильма известного советского и российского кинорежиссёра, сценариста, Народного артиста РФ А. Прошкина.
«Юрий Николаевич Арабов описал вполне конкретный регион — это Алтай, в районе соленого озера Ярового. Впрочем, название городка он взял из какого-то другого своего путешествия: он как-то попал в село, которое называлось Орлеан. Ему это так понравилось, что этим именем он назвал город, где происходит действие фильма. Это небольшой провинциальный город, затерянный в степях Алтая…» А. Прошкин.